# Ménéac
Ménéac település Franciaországban, Morbihan megyében. Lakosainak száma 1478 fő (2022. január 1.). Ménéac Gomené, Illifaut, Brignac, Évriguet, Guilliers, Mohon, La Trinité-Porhoët, Merdrignac és Plumieux községekkel határos.

## Népesség
A település népességének változása:
| Lakosok száma | 2514 | 2046 | 1837 | 1712 | 1560 | 1584 | 1578 | 1532 | 1512 | 1478 |
|               | 1968 | 1982 | 1990 | 2006 | 2013 | 2015 | 2017 | 2019 | 2020 | 2022 |